# Proteuxoa typhlopa
Proteuxoa typhlopa là một loài bướm đêm thuộc họ Noctuidae. Nó được tìm thấy ở Nam Úc.